# 张俊芳
张俊芳（1956年8月—），女，汉族，河北张家口人，中华人民共和国政治人物，中国民主促进会会员，曾任民进中央常委、天津市委主委、天津市副市长，全国政协委员。华东师范大学理学博士。

## 生平
2008年，当选第十一届全国政协委员，代表中国民主促进会，分入第九组。